# Ochetostoma
Ochetostoma är ett släkte av skedmaskar. Ochetostoma ingår i familjen Echiuridae.
Släktet Ochetostoma indelas i:
- Ochetostoma arkati
- Ochetostoma atlantedei
- Ochetostoma australiense
- Ochetostoma azoricum
- Ochetostoma baronii
- Ochetostoma bombayense
- Ochetostoma capense
- Ochetostoma caudex
- Ochetostoma decameron
- Ochetostoma erythrogrammon
- Ochetostoma formosulum
- Ochetostoma glaucum
- Ochetostoma griffini
- Ochetostoma hornelli
- Ochetostoma hupferi
- Ochetostoma indosinense
- Ochetostoma kempi
- Ochetostoma kokotoniense
- Ochetostoma manjuyodense
- Ochetostoma mercator
- Ochetostoma multilineata
- Ochetostoma natalense
- Ochetostoma octomyotum
- Ochetostoma palense
- Ochetostoma pellucidum
- Ochetostoma punicea
- Ochetostoma senegalense
- Ochetostoma septemyotum
- Ochetostoma stuhlmanni
- Ochetostoma zanzibarense